# Metalasia capitata
Metalasia capitata là một loài thực vật có hoa trong họ Cúc. Loài này được (Lam.) Less. mô tả khoa học đầu tiên.